# Paige Madden
Paige Madden (Jackson (Mississippi), 22 oktober 1998) is een Amerikaanse zwemster. Ze vertegenwoordigde haar vaderland op de Olympische Zomerspelen 2020 in Tokio.

## Carrière
Bij haar internationale debuut, tijdens de Olympische Zomerspelen van 2020 in Tokio, eindigde Madden als zevende op de 400 meter vrije slag. Op de 4×200 meter vrije slag veroverde ze samen met Allison Schmitt, Katie McLaughlin en Katie Ledecky de zilveren medaille.

## Internationale toernooien
| Jaar | Olympische Spelen                      | WK langebaan | WK kortebaan   | PanPacs | Pan-Amerikaanse Spelen |
| ---- | -------------------------------------- | ------------ | -------------- | ------- | ---------------------- |
| 2021 | 7e 400m vrije slag · 4×200m vrije slag |              | 13-18 december |         |                        |

## Persoonlijke records
Bijgewerkt tot en met 25 juli 2021
Langebaan
| Afstand         | Tijd    | Datum        | Plaats |
| --------------- | ------- | ------------ | ------ |
| 200m vrije slag | 1.56,44 | 15 juni 2021 | Omaha  |
| 400m vrije slag | 4.03,98 | 25 juli 2021 | Tokio  |